# Panamanthus panamensis
Panamanthus panamensis là một loài thực vật có hoa trong họ Loranthaceae. Loài này được (Rizzini) Kuijt mô tả khoa học đầu tiên năm 1991.